# پانیشر
پانیشر یا مجازاتگر (به انگلیسی: Punisher) با نام اصلی فرانسیس «فرانک» کسل (با نام تولد پیت کاستیگلیونی)، یک شخصیت خیالی ضدقهرمان است که در کمیک‌های مارول کامیکس وجود دارد؛ و برای اولین بار، در شمارهٔ ۱۲۹ کمیک مرد عنکبوتی شگفت‌انگیز (The Amazing Spider-Man) در فوریه ۱۹۷۴ معرفی شد. پانیشر یک آدمکش حرفه‌ای است که پایبند به اصول اخلاقی نیست و همیشه به دنبال کیفر دادن کسانی است که به تشخیص او اعمال تبهکارانه انجام داده‌اند. سریال پانشیر برای اولین بار در ۱۷ نوامبر ۲۰۱۷ با همکاری نتفلیکس و مارول استودیوز منتشر شد. این سریال بعدها برای فصل دوم تمدید شد. فصل دو این سریال در ۱۸ ژانویه ۲۰۱۹ منتشر شد.

## عضویت در گروهتاندربولتز
در اصل تاندر بولتز تیمی متشکل از مجرمان محکوم شده‌ای بود که در قالب یک قهرمان، به دنبال رستگاری می‌گشتند. ژنرال راس ملقب به رد هالک، گروه جدیدی از تاندر بولتز ساخت و آن‌ها را تبدیل به یک نیروی مبارزه‌ای کرد تا کارهای کثیفی را که بقیه قهرمانان آن را بی‌معنی یا بی‌هیجان و مسخره می‌دانستند، انجام دهند. او در این تیم، در کنار رد هالک، ددپول، مأمور ونوم، لیدر و الکترا فعالیت می‌کرد. هدف آن‌ها هم بسیار راحت بود: جلوگیری از فعالیت‌های سازمان‌های تروریستی، جلوگیری از دستیابی آن‌ها به سلاح‌های فوق پیشرفتهٔ گاما و استفاده از ابزارهای جنایتکارانه برای تبدیل این جهان، به یک نسخهٔ بسیار بهتر.

## در رسانه‌ها
- انیمیشن سریالی Spider-Man: The Animated Series محصول سال ۱۹۹۴ تا ۱۹۹۸ با صداپیشگی جان بک
- انیمیشن سریالی The Super Hero Squad محصول سال ۲۰۰۹ تا ۲۰۱۱ با صداپیشگی ری استیونسون
- سریال Daredevil محصول سال ۲۰۱۶ با بازی جان برنتال
- سریال The Punisher محصول سال ۲۰۱۷ با بازی جان برنتال
- فیلم The Punisher محصول سال ۱۹۸۹ با بازی دولف لاندگرن
- فیلم The Punisher محصول سال ۲۰۰۴ با بازی توماس جین
- فیلم Punisher War Zone محصول سال ۲۰۰۸ با بازی ری استیونسون
- فیلم کوتاه The Punisher: Dirty Laundry محصول سال ۲۰۱۲ با بازی توماس جین
- انیمیشن: Iron Man: Rise of Technovore محصول سال ۲۰۱۳ با صداپیشگی نورمن ریداس
- انیمیشن Avengers Confidential Black Widow and Punisher محصول سال ۲۰۱۴ با صداپیشگی برایان بلوم
- بازی The Punisher محصول سال ۱۹۹۰
- بازی The Punisher: The Ultimate Payback! محصول سال ۱۹۹۱
- بازی The Punisher محصول سال ۱۹۹۳
- بازی The Punisher محصول سال ۲۰۰۵
- بازی The Punisher: No Mercy محصول سال ۲۰۰۹

## پانیشر و گوست رایدر
در جدیدترین قسمتی که از سری کتاب کمیک شخصیت تانوس توسط کمپانی مارول منتشر شد، ما شاهد حضور فرانک کسل در قالب کاراکتر گوست رایدر بودیم. حال در جدیدترین اخبار دنیای کمیک، بعد از هفته‌ها رمز و راز بودن این موضوع، بالاخره قرار است ما متوجه شویم که کسل، چگونه از پانیشر به گوست رایدر کهکشانی تبدیل شده است.
گوست رایدر کهکشانی، یکی از کاراکترهای مکملی است که در سری کتاب کمیک شخصیت تانوس حضور دارد. سری کتاب کمیک تانوس، توسط دو هنرمند دنیای کمیک یعنی دانی کیتس و همچنین جف شاو نوشته و منتشر شده است. در ابتدای انتشار این مجموعه، گالاکتوس کسی بود که به تانوس خدمت می‌کرد. حال با کنار رفتن آن شخصیت، گوست رایدر کهکشانی به میان آمده و به تانوس خدمت می‌کند. تانوس در آینده قرار است حاکم دنیا شود.
در ابتدا، این سؤال به وجود آمده که اصلاً «گوست رایدر کیست؟» این سؤال در جدیدترین قسمتی که از سری کتاب کمیک تانوس منتشر شده، به‌طور نسبتاً کاملی پاسخ داده شده است. در این قسمت جدید، ما شاهد یک گوست رایدر جدید هستیم. بعد از کمی پیشروی در داستان متوجه می‌شویم که این شخصیت همان فرانک کسل است که در قالب گوست رایدر ظاهر شده است. طبیعتاً سؤال بعدی‌ای که با خواندن این قسمت از کتاب کمیک در ذهن خوانندگان به وجود آمده این است که پانیشر چگونه می‌تواند هم قدرت‌های کهکشانی و کیهانی را داشته باشد و هم قدرت‌های گوست رایدر را و مهم‌تر از همه اینکه چگونه می‌تواند آنها را به خوبی کنترل کند؛ آن هم برای اینکه در نهایت بتواند به استخدام تانوس درآید و به او خدمت کند.
ما تنها از بخش بسیار کمی از داستان آن خبر داریم. ما تنها دربارهٔ این می‌دانیم که تانوس در نهایت شخصیت گالاکتوس را می‌کشد و فرانک کسل را بدون استاد و مربی رها می‌کند. در آن لحظه، از آنجایی که فرانک کسل قدرت خود را در حد تانوس نمی‌دید، بنابراین دلیلی منطقی هم وجود نداشت که بخواهد مبارزه خود را با او ادامه دهد؛ به همین دلیل تصمیم گرفت که به تانوس بپیوندد.
در پیش نمایش قسمت شانزدهم سری کتاب کمیک تانوس، ما شاهد این هستیم که چگونه فرانک کسل در همان ابتدای ماجرا تبدیل به گوست رایدر کهکشانی می‌شود. این پیش نمایش نشان می‌دهد که شخصیت پانیشر در واقع یکی از آخرین قهرمانانی بود که در مبارزه نهایی زمینیان با کاراکتر تانوس حضور داشته و در پایان این نبرد هم توانسته جان سالم به در ببرد. آخرین نبرد قهرمانان زمینی و تانوس، همان نبردی است که باعث شد در نهایت زمین کاملاً از بین برود. زمانی که فرانک کسل در این نبرد به روی زمین می‌افتد، تمام سعی خود را می‌کند تا به سلاح خود رسیده و در حالی که اسلحه‌اش را در آغوش گرفته، جانش را از دست بدهد. در همان زمان است که این فکر به ذهن او می‌رسد:
حاضرم هر کاری بکنم و هر چیزی را فدا کنم تا بتوانم انتقام خود را از آن پست‌فطرت بگیرم و او را تنبیه کنم.
این شرایط پیش آمد و همه چیز دست به دست هم داد تا شخصیت مفیستو وارد داستان شود. زمانی که پانیشر در نبرد خود مقابل تانوس می‌میرد، شاهد این هستیم که ارباب جهنم، انتظار او را می‌کشد. به نظر می‌رسد که خود ارباب جهنم هم نیت قلبی پانیشر را می‌داند و معامله‌ای در ذهنش دارد. پیش نمایش در همین‌جا به پایان می‌رسد، اما اینگونه به نظر می‌رسد که این معامله به گونه‌ای پیش می‌رود که پانیشر در نهایت می‌تواند قدرت‌های گوست رایدر را دریافت کند. البته ماجرا به همین‌جا ختم نشده و او مجبور است در قبال دریافت این قدرت‌ها، روح فرانک کسل را به ارباب جهنم یا همان مفیستو بدهد.
این پیش نمایش به این موضوع هم اشاره می‌کند که فرانک کسل برای رسیدن به سه خواسته متفاوت، با سه موجود شیطانی مختلف معامله کرده است. شخصیت مفیستو می‌تواند اولین موجود شیطانی داستان باشد. همچنین معامله کردن با شخصیت گالاکتوس برای به‌دست آوردن قدرت‌های کهکشانی می‌تواند دومین موجود شرور باشد. در نهایت هم خدمت کردن به تانوس و ایفای نقش دست راست او می‌تواند سومین فردی باشد که با او معامله می‌کند.
کتاب Thanos #16 در تاریخ ۲۸ فوریه (۹ اسفند) عرضه شده است.